# 妮可·塞瑞奥尔特
妮可·塞瑞奥尔特（1972年6月23日—），曾用名妮基·塞瑞奥尔特，绰号妮基（英語：Nikki），是泰国女演员兼歌手。

## 影视作品

### 电视剧
- 《白色齿轮》 饰演 Pai的妈妈